# 드래곤볼의 등장인물 목록
다음은 드래곤볼 만화 및 애니메이션에 등장하는 인물들의 목록이다. 이는 드래곤볼 영화의 등장인물들도 포함한다.
※ '대원방송 재더빙'이란 일본에서 1986~89년에 방영한 것을 우리말로 다시 녹음한 것이다. 이하 같다.
※ 해설 성우(대한민국): 김환진(비디오 GT), 故 황원(SBS 오리지널), 이장원(SBS Z, 투니버스 다이마), 김정호(투니버스, 대원방송 재더빙), 고구인(1기)→최낙윤(2기)→안효민(3기)(대원방송 카이), 이기성(1기)→박성영(2~3기)(대원방송 슈퍼), 최원형(부활의 F)

## 사이어인

### 순혈

#### 버독
성우
- 일본 : 노자와 마사코
- 대한민국 : 故 백순철, 김환진

손오공과 라데츠의 부친으로 하급전사 중에 가장강하다 프리저가 행성 배지터를 파괴하려는 걸 알고 전투력이 상급전사 수준으로 올라가 프리저에게 대항하지만 결국 죽고 만다. 하지만 기적적으로 버독은 시차를 통과해 베지터 행성의 원시시대로 되돌아가 살아남게 된다. 프리저의 조상 칠드가 원주민들을 핍박하는 것을 목격하고 대항하다가 초사이어인으로 변신해 기공포 한방으로 칠드에게 치명상을 입히고 죽게 만든다. 이 일을 계기로 칠드의 마지막 유언인 머리카락이 노랗게 변하는 사이어인을 조심하라는 말이 프리저 가문의 전설이 된다.

#### 기네
오공과 라데츠의 모친이다. 전투력이 높지 않아 행성 베지터에서 식량배급소에서 일하고 있다. 일반적인 사이야인들이 자손번식으로 일시적으로 만나는 것과는 대조적으로 버독과 기네는 서로에 대한 애정을 가지고 만나고 있다. 애니판의 묘사와는 달리 버독과 기네가 직감적으로 위험을 감지하고 오공을 탈출시켰다는 것이 드래곤볼 마이너스를 통해 밝혀졌다.

#### 내퍼
베지터와 함께 온 엘리트 전사로,청년때는 머리가 있었지만 지금은 대머리. 지구에서 손오공 일행을 쓰러뜨리는 압도적인 파워를 선보였으나, 손오공에게 패배한다. 패배 후 베지터에게 도움을 요청하지만, 베지터에게 살해당한다.

### 지구인과 혼혈

#### 부라.    지터 딸
성우
- 일본 : 故 츠루 히로미

부르마와 베지터의 장녀로, 사이야인과 지구인의 혼혈이다. 작품 내에서의 활약은 없다. 부르마와 판박이 정도로 매우 닮았다. Z3기 마지막화에 나오고 GT에도 여러번 등장한다.

#### 오지터
성우노자와 마사코 & 호리카와 료  일본
김환진 & 김민석, 김영선 & 김승준  대한민국
손오공과 베지터가 퓨전이라는 기술로 합체한 인물. 드래곤볼 Z의 극장판 부활의 퓨전편에서 쟈넨바를 쓰러트리기 위해 첫등장을 하고, 드래곤볼 GT에서는 초일성장군을 쓰러트리기위해 나오고 , 드래곤볼 슈퍼: 브로리에서는 브로리를 막기위해 등장했다.

#### 베지트
성우[노자와 마사코]] & 호리카와 료  일본
김환진 & 김민석, 김영선 & 김승준  대한민국
베지트는 손오공과 베지터가 포타라라는 귀걸이로 합체하여 탄생한 인물이다. 첫 등장은 드래곤볼Z 마인부우편에서 오공과 베지터가 합체하여 처음 나온다. 그후,드래곤볼 슈퍼에서 합체 자마스와 싸울때 재등장한다.

## 지구인

#### 야무치 (야무챠)
성우
- 일본 : 후루야 토오루→스즈키 료타(DAIMA부터)
- 대한민국 : 이규화(비디오 오리지널), 김승준(SBS), 김민석(비디오 Z), 최재호(투니버스 Z), 박서진(대원방송), 엄상현(대원 재더빙), 윤세웅(신들의 전쟁)

전직 도적,야구선수이다. 그 후 오공들과 동료가 되어, 거북선인에게 입문하여, 무도가로서 성장한다. 원래 메인 캐릭터였지만 이야기가 진행됨에 따라 서서히 이야기 중심에서 멀어져 간다. 전사 중에서는 오공과 가장 오랜 친구. 부르마는 오랜 세월의 교제 상대였지만 결국 헤어졌다. 초반에는 상당히 강했지만, Z시리즈에서는 가장 비운의 인물로 전락하게 된다. 게다가 거북선인(무천도사)의 제자들 중 가장 유일하게도 결혼을 못하면서 노총각 신세를 지고 있다.
그리고 갑작스럽지만 야무치라는 이름의 유래는 중국의 음식중 하나인 얌챠를 따온것이다. 그래서 원래 이름은 야무챠가 맞는데 사람들이 부르기 편한 이름으로 불러 야무치가 된것이다.

#### 차오즈
성우
- 일본 : 에모리 히로코
- 대한민국 : 송도영(비디오 오리지널), 지미애(비디오 Z), 이용신(투니버스), 여민정(투니버스 극장판), 이지현(대원방송), 이주은(대원방송 재더빙)

천진반을 형처럼 따르는 학선류의 동문이다. 염력으로 속박하는 능력과 텔레파시등의 초능력을 사용할 수 있다. 전투능력은 그리 뛰어나지 않다.

#### 런치
성우
- 일본 : 코야마 마미
- 대한민국 : 故 정경애(비디오), 이유리(대원방송 극장판), 김선혜(투니버스 극장판), 이지현(대원방송 재더빙)

평소에는 얌전하고, 예의바른 아가씨이다. 그러나 재채기를 하면 갑자기 성격이 바뀌며, 보석이나 돈을 훔치는 등 강도로 돌변한다. 처음에는 심각했었지만, 나중에는 조금은 잠잠해졌다. 모두가 무서워하는 인물. 초반에만 등장하고, 그 이후로는 등장하지 않는다. 천진반을 좋아한다. 드래곤볼Z에서는 작가의 실수로 인해서(천진반을 따라갔다고 크리링이 말한다) 거의 등장하지 않는다. 드래곤볼Z 마인부우전에서 손오공이 원기옥을 사용하기 위하여 지구인들의 기를 모을 때 다시 등장한다.

#### 마론
- 성우(대한민국): 김현심(투니버스), 장혜선(비디오 오리지널), 조경이(대원방송), 이유리(대원방송 극장판)

크리링의 딸. 마론은 원래 크리링이 인조인간 18호와 결혼하기전 사귀었던 여자친구 이름이었다.

## 주요 캐릭터(비정사·첫등장순서)
이하의 사람은 지구의 보통 사람 레벨이지만, 간접적으로 전사들의 서포트를 실시하고 있는 사람들이다.

#### 바다거북
무천도사(거북선인)의 부하로 주로 집을 지키고,무천도사(거북선인)의 이동수단 같은 일을 하고,무천도사 (거북선인)한테 잔소리를 하는 거북이다. 오리지널에서는 길 잃은 거북이 로 첫 등장하고, 부르마에게 물을 얻어마신다.

#### 오룡
성우
- 일본 : 타츠타 나오키
- 대한민국 : 문옥현(비디오), 이선호(SBS), 김나율(대원방송), 임채빈(대원방송 재더빙), 박경혜(투니버스)

손오공이 여행도중에 만난 돼지이다. 첫 등장당시 중국 공산주의자 복장을 하고 있었으며,푸알과 마찬가지로 변신을 할 순 있지만 5분밖에 하지 못하고 1분 휴식을 해야 다시 변신이 가능하다.(유치원 시절 여자선생님 팬티를 훔치다가 걸려서 학교에서 쫓겨났기 때문에 더 많은 정보를 얻지 못한다.) 겁이 많아 동료들이 죽었다고 쉽게 단정지어서 늘 얻어맞는다. 성격은 서유기의 저팔계와 흡사하다. 무천도사와 마찬가지로 아주 엉큼해서 여자들에게 매일 맞고 산다. 돼지고기와, 남자를 매우 싫어한다.오공들의 동료가 되었을때부터 부르마의 부하 같은 존재로 되었으나 '소짱,푸알' 과는 달리 주인에 대한 충성심이 없고, 반항적인 모습을 보인다.

#### 푸알
성우
- 일본 : 와타나베 나오코
- 대한민국 : 임은정(비디오), 이보희(대원방송), 강시현(대원방송 재더빙), 정혜옥(투니버스), 이자명(투니버스 극장판)

야무치와 항상 함께 다니는 고양이로 변신술에 능한 편이다. 허공에 뜬채로 이동한다. 오룡보다는 똑똑한 편이다. 오룡과 유치원 동창으로 변신수업을 능숙하게 들어 오룡보다 변신능력이 뛰어나다.

#### 브리프 박사
성우 미상
부르마의 아버지이며 닥터겔로 다음가는 천재과학자이다. 호이포이 캡슐을 발명했으며 회사 캡슐코퍼레이션을 설립하였다. 드래곤볼Z에서 신과 오공이 타고온 우주선을 개조하여 오공일행이 나메크성에 갈수 있도록 도와주었으며 셀에 의해 부서진 인조인간 16호를 고쳐주기도 하였다. 그외에도 베지터를 위해 무려 300배의 중력장도 만들어 주었다.

#### 부르마의 어머니
성우 미상
부르마의 어머니이며, 가끔 브리프 박사와 같이 등장한다. 주로 차 대접이나, 집에 찾아온 손님 대접 등을 한다. 상당히 동안인 얼굴에 미모도 빼어나다.

#### 미스터 사탄
성우
- 일본 : 고우리 다이스케
- 대한민국 : 유재상(비디오), 시영준(투니버스), 고구인(대원방송), 이장원(신들의 전쟁), 홍진욱(투니버스 다이마)

격투기 세계 챔피언으로 인조인간편 후반부터 등장한다. 일반 시민의 사이에서는 「셀을 쓰어뜨리고 그 후 나타난 공포(마인 부우)로부터 세계를 구한 히어로」라고 알려져 있어 지구 규모에 이르는 지명도를 가지는 영웅이다.
마인 부우편에 있어서의 중요 인물의 한 사람으로, (간접적이지만) 사탄의 활약에 의해서 세계는 구해졌다. 불량배들을 소탕할 정도의 힘은 가지고 있어 셀의 일격(진심은 아니다)이나 일성장군의 공격을 받고도 쓰러지지 않는 내구력을 자랑하며 힘은 일반인을 능가한다. 처음에는 자신이 셀을 쓰러뜨렸다는 등 허풍만 늘어놓았으나, 부우 편에서는 적극적으로 오공 일행을 도와주며(마인 부우 설득), 지원군 역할을 하였다.(유명세 덕분에 원기옥 완성) 후에 손오공과 사돈 지간이 된다. 하지만 세계 챔피언임에도 불구하고, 야비하게 승리를 많이 해 프로답지 못한 모습을 많이 보이고 있다.(하지만 요즘엔 착하다.)

#### 비델
성우
- 일본 : 미나구치 유코
- 대한민국 : 서혜정(비디오), 이용신(투니버스), 정유미(투니버스 스페셜), 이유리(대원방송), 임주현(신들의 전쟁)

미스터 사탄의 딸이며, 손오반이 다니는 오렌지 스타 하이스쿨의 급우다. 오반에 무공술을 배우는 중 수행을 통해서 오반에 매료되어 간다. 오반과 교제를 거듭한 후에 결혼해 장녀 팡을 낳는다. 야비한 성격의 아버지와는 성격이 정반대이다.

## 천계 관련(등장순서)

#### 카린
성우
- 일본 : 나가이 이치로
- 대한민국 : 김환진(비디오 오리지널 및 극장판), 황원(비디오 Z, 투니버스), 이경태(대원방송), 시영준(투니버스 다이마)

카린탑 꼭대기에 사는 고양이 모습의 신이다. 나이는 800세 이상 된다고 한다. 겉모습은 고양이지만 상당한 무술실력을 가지고 있으며, 선두라는 콩으로 손오공 일행을 힘솟게 해주는 장본인이다. 카린탑을 통해 아래 세상에서 일어나는 모든 일을 알고 있다.

#### 야지로베, 야찬
성우
- 일본 : 타나카 마유미
- 대한민국 : 임은정

피콜로편에서 등장한 인물이다. 손오공의 엄청난 힘에 놀라 거의 빈사직전인 그를 카린탑을 데리고 감으로 인연이 된다. 비록 하찮고, 날 수 없다는 핑계로 전투를 피하는 비열한 성격이지만, 일반인에 비해서 전투력은 상당한 편으로 피콜로 대마왕의 부하인 심벌을 손쉽게 제거한다. 후에 사이야인들과의 전투 중 베지터 꼬리를 자르고 오반을 베지터로부터 구하는 결정적인 역할을 한다. 먹는 걸 꽤나 밝히는 성격이며 카린탑에서 선두를 지나치게 많이 먹어서 부작용으로 복부비만을 겪는다. 카린탑에서 카린과 같이 살게 되며 마인 부우 편에서부터는 수염을 기른다. 극장판에서는 선두를 배달하는 역할을 많이 한다.

#### 지구의 신(신님)
성우
- 일본 : 아오노 타케시
- 대한민국 : 김정호, 박홍식

드래곤볼과 신룡의 창조주. 신이 되기 위해, 마음 속에 싹튼 몇 안 되는 악의 마음과 분리하지만, 거기에 따라 피콜로대마왕을 낳아 버린다. 후에 나메크 성인인 것이 밝혀진다. 나중에는 피콜로와 하나로 합체하여 본 모습으로 돌아간다.

#### 미스터 포포
투니버스판은 '뽀뽀'
성우
- 일본 : 니시오 토쿠
- 대한민국 : 故 오세홍(비디오 오리지널), 유제상(비디오 GT), 신용우(투니버스), 이재범(대원방송)

지구의 신과 함께 신전에 살고 있는 신의 보좌관이다. 신을 만나려면 먼저 시험을 통과해야 하는 상대이다. 오공과 처음 만났을 때 맞붙어 오공의 에너지파를 삼켜버리는 등 모든 공격을 방어했다. 신보다는 약하다고 하지만 초사이언 오천의 발차기를 정면으로 맞고도 끄덕없는 등 정확한 힘은 측정이 되지 않는다. 이전에 있던 신도 계속 모셔왔으며, 현재 새로운 지구의 신 덴데를 모신다.

#### 염라대왕
죽은 자들이 먼저 거쳐가는 장소에 있다. 명부에 내용을 보고 천국과 지옥으로 보낼건지 결정을 한다. 사망자가 늘어나자 명부와 씨름을 벌이고 있다. 계왕보다 낮은 자리에 있다.

#### 계왕(북쪽의 계왕)
성우
- 일본 : 야나미 죠지
- 대한민국 : 이종구

저승에 있는 뱀의 길 끝자락 작은 행성에 살고 있다. 유머를 매우 좋아하고, 손오공 일행을 도와주는 인물이다. 머리에 있는 더듬이 달린 모자로 세상 모든 일을 본다. 등에 손을 대면 지구까지 말을 할 수 있다. 셀이 손오공을 죽이기위해 2차 자폭을 시도할때, 오공이 계왕계로 데려오는 실수를 저질러 자폭에 의해 죽게되었다. 그 후 다른 계왕들에게 놀림거리가 된다.

#### 계왕신 (동부계왕신)
계왕들과 모든 신들을 다스리는 신. 키가 작고 보라빛의 피부를 가지고 있다. 본래는 다섯명의 계왕신중 하나인 동부계왕신이지만 마인 부우에 의해 다른 모든 계왕신들이 몰살당해 유일하게 살아남은 까닭으로 그저 계왕신이라고 불린다. 계왕신중 가장 약한 존재이지만 프리더를 일격에 쓰러트릴 수 있는 힘이 있다. 오공일행과 함께 바비디와 마인 부우에 대항하려 하나 실패로 끝나고 오반을 자신의 행성으로 데려와 수련시킨다. 후에 포타라 귀걸이로 인해 키비토와 함께 영구적으로 합체되어 키비토 신이 된다.

#### 키비토
계왕신의 보좌관. 오공 일행과 함께 바비디에게 대항하려 하나 데브라의 일격에 사망한다. 후에 드래곤볼에 의해 그날 죽은 사람들과 함께 부활해서 계왕신과 오반을 구출해 계왕신의 행성으로 온다. 후에 포타라 귀걸이로 인해 계왕신과 함께 영구적으로 합체되어 키비토 신이 된다. 부상자를 치료하는 능력을 갖고있다.

#### 고대 계왕신
15대 전의 계왕신이며 동부계왕신의 조상. 본래 어떤 악마에 의해서 칼에 봉인되었었으나 오반에 의해 칼이 파괴된 뒤에 다시 나오게 된다. 수십 시간동안 이상한 주문을 외워 전투력을 올려주는 이상한 능력을 지니고 있으며 이 능력으로 오반의 힘을 엄청나게 상승시킨다. 포타라 귀걸이로 인해 실수로 어떤 마녀와 합체되어 얼굴이 노화되었고 앞의 능력도 이 사건으로 인해 얻게 되었다고 한다. 오공이 지구로 돌아가 마인 부우와 맞설 수 있도록 자신의 생명을 오공에게 준다.

#### 파괴신 비루스
성우
- 일본 : 야마데라 코이치
- 대한민국 : 황창영(대원방송), 오인성(신들의 전쟁), 김기흥(부활의 F)

우주에서 두번째로 강한 전투력을 가짐. 정확히는 제7우주의 파괴신이고, 우주의 파괴신이라 불린다. 드래곤볼Z : 신과신에서 한번 등장하였다. 오공과 베지터도 이길정도로 강한 전투력을 가진다.드래곤볼Z : 신과신에서 슈퍼 사이어인 갓(손오공)과 싸운 후 지구를 파멸시킬 작전이었지만 지구의 바위하나만 부순다. 원래는 지구를 파괴할 생각이 없었는데, 그 이유가 지구의 음식이 너무나도 마음에 들어서였다고 한다. 그 후에는 다시 살던 곳으로 돌아갔다. 이름의 유래는 초기에는 바이러스에서 유래됐지만, 작가 본인은 맥주(일본에선 비루스라 불린다)로 착각하였다.

#### 우이스 (위스)
- 성우(대한민국): 김현욱(대원방송), 유동균(신들의 전쟁), 강호철(부활의 F)

우주에서 가장 강한자이자 비루스의 스승이다.  아직까지 그 능력이나 출신에 대해 정확히 밝혀진 것이 거의 없다. 이름의 유래는 앞서 비루스가 술이름이듯이 위스키에서 유래된 이름이다.

## 주요 캐릭터의 아군

#### 보라
성우
- 일본 : 긴가 반죠, 에가와 히사오(Z285화)
- 대한민국 : 설영범, 박상일

카린 탑 지역의 원주민이다. 크고 다부진 체격으로 인간 중에서는 상당히 강하며, 과묵한 편이다. 타오파이에게 죽음을 당하지만, 오공이 은혜를 갚고자 드래곤볼로 살렸다. 우파라는 이름의 아들이 있다. 초반에만 잠깐 등장한다.

#### 우부
성우
- 일본 : 키사이치 아츠시
- 대한민국 : 유년기-이미자(비디오 Z), 안영미(투니버스 Z 3기), 성년기-성완경(비디오 GT), 이호산(투니버스 GT)

악한 마인 부우가 다시 환생한 인물이며 잠재된 힘이 있다. 잠재된 힘을 폭주하면 엄청난 파워를 보여준다. 《드래곤볼 Z》마지막편에서 오공과 대결하며 그의 힘을 확인한 오공은 그를 수련시키러 떠난다. 《GT》에서는 뚱뚱한 미스터 부우와 결합하게 된다.

## 나메크성 인

#### 덴데
- 성우(대한민국): 사문영(신들의 전쟁), 지미애(비디오 Z), 이용신(투니버스), 조경이(대원방송)

프리더 일당의 손에 파괴된 마을에서 살아남은 유일한 생존자. 손오반과 크리링의 도움으로 목숨을 구해 그들을 최고장로에게 안내한다.
셀과 싸움에는 피콜로와 신의 융합으로 지구의 드래곤볼이 사라지자 오공이 덴데를 데려오고 지구의 신이 되어 드래곤볼을 부활시킨다.
아군을 치료할 수 있는 치료능력이 있다.

## 인조인간

#### 인조인간 16호
성우
- 일본 : 미도리카와 히카루
- 대한민국 : 임성표(비디오), 이동훈(대원방송), 이재용(투니버스)

인조인간 편에서 17,18호와 함께 등장한다 17호와18호가 16호를 깨우려고 하자 닥터게로가 실패작이라고 했으며 그를 깨우면 지구가 멸망한다고 조언까지 했으나. 17호 18호 남매가 닥터게로를 죽이고 16호를 깨운후 같이 동행한다. 싸움을 좋아하지 않고, 자연을 사랑하는 성격으로 묘사되었다. 그 후 셀이 나타나자 압도적인 힘으로 셀을 죽음직전까지 몰아붙였느나 17호가 셀에 흡수된후 더욱 강해져 위기에몰리게되자 16호는 18호에게 도망치라고했다. 그러나 18호는 거부했으며 이윽고 16호는 셀에게 들켜 파괴된다. 그 후 18호를 흡수하여 완전체 가된 셀이 자신의 힘을 과시하고 손오공을 쓰러트리기 위해 셀게임을 계최하고 16호도 부르마의 도움으로 회복된 직후 셀게임에 참가한다 중간에 손오공이 승산이 없다고 판단한 16호는 셀과 자폭하려했으나 부르마가 16호 정비했을당시 폭탄을 없앴다는 사실을 몰랐다 결국 셀의 공격으로 머리만 남은체 손오반에게 "내가 사랑하는 자연을 지켜줘"라는 말을 남기고 셀에 의해 파괴된다 이에 분노한 손오반은 잠재된 힘이 폭발해 슈퍼사이어인2가 된다 (16호의 전투력은 17호와 18호보다 위이다.) 16호의 성격은 닥터게로가 죽은 아들을 모티브로 만들었기에, 가능한 전투에 내보내고 싶지 않다는 마음이 담겨버렸기 때문이다.

#### 인조인간 8호
성우(일본): 이즈카 쇼조(무인, Z, 극장판 17기, 카이)
성우(한국): 故 박상일(비디오), 故 김관진(SBS), 심정민(대원 최강으로의 길), 이호산(투니버스 Z), 정명준(투니버스 최강으로의 길), 고성일(대원방송 재더빙)
본래 무기로써 제작되었음에도 불구하고 전투를 싫어하는 마음때문에 실패작으로 분류되었다. 오공이 레드리본군의 화이트 장군과 싸울 때 오공의 친구이자 조력자 역할을 맡았으며, 이후 핫짱이라는 이름으로 살아가고 있다.

## 은하패트롤

#### 쟈코
- 성우(대한민국): 홍범기(부활의 F), 심규혁(대원방송)

자칭 초엘리트 은하패트롤. 그러나 실제로는 덜렁이 기질이 보인다. 그래서 그런지 은하왕이나 다른 패트롤 대원들의 신뢰는 그닥 높지 않다.
전투실력은 나름 있는 것으로 보아 실력으로 대원이 된 것은 분명하다.(다만 합격당시 경쟁률은 그닥 높지 않았다.)

## 적(敵)

#### 레드 리본군
세계 정복을 노리는 악의 군단. 레드 총수의 야망을 위해서 드래곤볼을 모으고 있다. 부하들은 총수의 야망을 몰랐지만 나중에 그것을 알게 된다.

#### 피라프 (피라후)
성우
- 일본 : 치바 시게루
- 대한민국 : 故 오세홍(비디오 오리지널), 정동열(비디오 GT), 김민주(대원방송), 김정호(대원방송 재더빙), 전숙경(신들의 전쟁), 이새벽(부활의 F)

드래곤볼을 차지하기 위해 오공 일행과 자주 부딪치는 악당. 손오공의 소년 시절에 여러번 등장해 드래곤볼을 서로 찾으려고 매번 경쟁하였다. 그러나 손오공한테는 한 주먹거리도 안될정도로 약하며, 나중에 피콜로 대마왕을 부활시켜 세계정복을 꿈꾸었으나, 피콜로 대마왕에게 무참히 버려지는 신세가 된다.

#### 학도사 (학선인)
성우
- 일본 : 나가이 이치로
- 대한민국 : 김정호

천진반, 차오즈의 스승이며 무천도사와 함께 무태두의 제자였다. 제22회 천하제일 무술대회에서 손오공을 죽이라는 명령을 거부한 제자 천진반, 차오즈를 죽이려다 무천도사의 에네르기파를 맞고 사라진다. 이후 제23회 천하제일 무술대회에 사이보그가된
동생 타오파이파이와 함께 모습을 드러냈다. 동생 타오파이파이가 천진반에게 패배하게 되고 실신한 동생을 데리고 사라진다. 그 이후로는 전혀 등장하지 않으며, 전투 시 유용한 기술들을 개발했지만, 정작 본인은 쓰지도 못했다.(무공술만 제외)

### 사이어인

#### 내퍼
성우
- 일본 : 이이즈카 쇼조(Z), 야나다 키요유키(GT), 이나다 테츠(카이)
- 대한민국 : 故 장세준, 유제상

혹성 베지터가 소멸할 당시 다른 별로 이송되어 생존한 사이어인으로 베지터와 함께 지구를 습격했다. 엄청난 힘의 소유자이나 오공에게 패하자 베지터에게 죽고만다.

#### 파라가스
혹성 베지터가 소멸하기 몇년전에, 당시 국왕이었던 베지터 아버지가 그의 아들이 초사이어인이라는 사실에 두려움을 느껴 그와 그의 아들인 브로리를 제거하지만, 그들은 베지터 혹성이 소멸하기 직전에 살아남았고 그 후 베지터를 이용해 신 베지터 혹성 재건을 핑계로 베지터에게 복수하려하지만 브로리의 초사이어인의 힘을 통제못해 결국 탈출하려 하지만 통제불능의 상태에 놓인 아들 브로리에게 죽는다.(그의 왼쪽눈에 있는 상처는 브로리가 어린 시절 폭주해 어느 행성을 날려버리려던 행동을 막으려다 생겼다.)

### 프리저일당

#### 자봉 (따봉)
성우
- 일본 : 하야미 쇼
- 대한민국 : 故 오세홍, 김태웅, 김정호, 유제상

프리져의 부하로 긴 머리를 하고 있으며 악당 중에서도 미남이다. 단 변신을 하게 되면 흉측하게 변한다. 그래서 본인은 변신을 매우 싫어한다. 변신하여 베지터를 거의 죽음 상태로 몰아 넣었으나 회복 된 베지터에게 죽음을 당했다. 이름의 유래는 과일 자몽이다.

#### 도도리아
성우
- 일본 : 호리 유키토시
- 대한민국 : 박상일, 김정호

프리져의 부하 중 한명으로 전형적인 돌격장형이다. 혹성 베지터가 존재하던 당시에 버독과의 전투에서 부하들을 잃고 버독을 쓰러트린 적이 있다. 나메크 드래곤볼을 빼앗기 위해 나메크 성인들을 잔혹하게 죽이는 만행을 저질렀다. 베지터와의 싸움에서 위기에 몰리자 흑성 베지터에 대한 비밀을 알려주고 도망치려다가 죽었다.

#### 큐이
프리저(프리져)의 부하로 베지터와 유난히 사이가 좋지 않았던 존재이다. 베지터를 약올리려고 프리져가 베지터의 이야기를 엿듣고 나메크별로 드래곤볼을 추적하러 갔다는 정보를 전해준다. 한때는 베지터와 힘이 동일했지만 나메크별에서 지구에서의 전투로 인해 더 강해진 베지터와 맞섰다가 죽고 말았다. 이름의 유래는 키위에서 따왔다.

#### 아풀
프리져의 부하로 자봉, 도도리아, 키위보다는 계급이 낮다. 나메크인들과의 전투에서 프리져, 자봉, 도도리아를 제외하고 유일한 생존자이다. 나메크별을 정찰하다가 베지터가 나메크인들의 마을을 습격했다는 정보를 입수한다 (애니에서 이 역할은 오란이라는 이름의 졸개가 맡는다. 오란은 드래곤볼에 대해 알고있는 나메크인들의 마을 생존자 한명을 처리했다는 보고를 했다가 그로 인해 프리져에게 죽는다.) 부상을 당해 치료를 받던 베지터의 보초를 서지만 깨어난 베지터의 일격에 의해 사망한다. 이름의 유래는 과일 사과 (Apple)이다.

#### 기뉴 특전대
프리저가 전 우주로부터 엄선한 엘리트 집단의 5명으로부터 되는 우주인 전사의 총칭. 구성원은 대장 기뉴, 리쿰, 지스, 바터, 굴드의 5명으로 구성되었다. 우스꽝스러운 포즈 잡는 걸 좋아하는 개그 그룹이다. 프리저의 부하 중에서 가장 강하나 대부분 오공과 베지터에게 격파당해 죽고 대장 기뉴는 개구리가 되어 버려 가까스로 목숨을 건졌다. 슈퍼에서는 부활한 프리저 군단의 일원 중 타고마의 몸과 체인지하여 파워업하지만, 베지터에게 어이없이 당하여 사망한다.

#### 쿠우라 기갑전대
쿠우라 역시 전 우주로부터 엄선한 엘리트 전사들을 부하로 삼았는데, 그 위력은 기뉴 특전대보다 위이다. 구성원은 사우저, 도레, 네이즈 3명으로 구성되어있다. 우스꽝스러운 포즈를 잡는것은 동일하나, 쪽수가 부족해 기뉴 특전대에 비해 멋은 떨어진다. 도레와 네이즈는 피콜로와의 첫 결투에서 죽고 사우저는 이후 강한 면모를 보여주다가 결국은 피콜로의 마관광살포에 죽는다.

### 인조인간
닥터 게로가, 처음은 레드리본군을 위해서, 후에 손오공 에게의 복수를 위해서 만든 인조인간(안드로이드)들이다.

#### 닥터 게로
성우
- 일본 : 야다 코우지
- 대한민국 : 김계원 (성우), 유제상, 설영범

레드 리본군에 소속된 과학자. 스스로도 인조인간이 된다. 레드리본군을 괴멸 시킨 손오공에게의 복수를 위해 행동한다. 후에 자신이 만든 인조인간 17호와 18호에 의해서 죽게 된다.

#### 인조인간 19호
성우
- 일본 :

닥터 겔로가 개조한 인조인간으로 본래는 닥터겔로의 조수였다. 적의 힘을 팔로 흡수하는 능력을 갖고있었다. 닥터 겔로와 함께 행동하다가 베지터에 의해 파괴된다.

### 마인 부우 관련
등장인물 유래
바비디의 아버지가 비비디고 그들이 부리는 마인이 부우.
이름을 이어서 부르면 어딘가 익숙할 것이다.
이 이름들의 유래는 1950년 개봉한 애니메이션인 신데렐라에서 요정할머니가 신데렐라를 궁전에 보내기 위하여 주문을 사용하는 장면의 마법주문을 인용하였다.
Salagadoola mechicka boola bibbidi-bobbidi-boo
살라가둘라  메치카불라  비비디  바비디  부
이 순서대로 아빠는 비비디. 그 아들은 바비디. 그들이 부리는 사상최강 최악의 마인은 부우~
이렇게 등장인물 이름이 유래된 것이다. 우리 토리야마옹은 캐릭터 이름도 잘 짓는다고 생각되는데.

#### 바비디
성우
- 일본 : 야나미 죠지
- 대한민국 : 이종구

마인 부우를 부활시켜 우주를 정복하려 한다. 자신의 아버지 비비디를 살해한 계왕신을 싫어한다. 베지터를 조종하여 계왕신을 죽이라고 명령하지만 베지터는 거부했다. 피콜로의 공격으로 인해 하반신을 잃어 마인 부우에게 업혀다녔다. 마인 부우에게 봉인 시킨다고 협박하여 부우를 조종하지만, 오공의 말에 넘어간 부우가 바비디를 죽인다.

#### 데브라
성우
- 일본 : 오오토모 류자부로
- 대한민국 : 유제상

암흑 마계의 왕. 암흑 마계에서는 압도적인 힘을 자랑하는 최강의 전사. 바비디의 충실한 측근이었다. 마인 부우에게 굴욕을 당해 저항하다가 부우가 과자로 변신시켜 잡아먹혔다. 죽은 후 염라대왕이 지옥으로 보내려고 했으나 지옥으로 가면 오히려 좋아할 것 같다고 생각해 천국으로 보내버렸고, 천국에서 성격이 완전히 바뀐다. 오공에 의하면 데브라의 전투력은 셀과 동일하다고 한다.

#### 마인 부우
성우
- 일본 : 시오야 코조
- 대한민국 : 임성표(비디오 Z), 신용우(투니버스), 심규혁(대원방송), 한복현(투니버스 다이마)

바비디의 아버지 비비디에 의해서 만들어진 마인.(정확히는 태고적부터 존재한 마인부우를 자신이 조종할 수 있도록 만든 것에 불과하다.) 지구에 봉인되고 있었지만 바비디에 의해서 해방된다. 그후 손오공의 말에넘어가 바비디를 죽이고 지구상 거의 모든 인간들을 살해하고, 지구를 폭파시키는 악행을 저지른다. 처음에는 착한 마인 부우와 악한 마인 부우가 합쳐져 있었으나 후에 어떤 강아지가 어떤 지구인 에 의해 총에 저격당하자 뚱뚱한 부우가 분노의 감정에 의해 분리되어 악한 마인부우가 뚱뚱한 부우와 싸우다가 악한 부우가 뚱뚱한 부우를 초콜릿으로 만들어서 먹고 그후에 슈퍼부우가 된다 그후 오천크스,피콜로,노계왕신의 힘 덕분에 파워업 된 손오반 순으로 흡수하여 그뒤 손오공과 베지터가 포타라귀걸이로 퓨전합체해 베지트에게 농락당하나 부우의 작전으로 베지트까지 흡수하는 줄 알았으나 일부로 베지트가 흡수당한 동료들을 구출하기 위해 일부로 부우몸속으로 들어갔다(그후 무슨영문 때문인지 합체가 풀림). 그후 부우는 케이크 가게로 가서 케이크를 먹고난뒤에 지구를 소멸시키려고 했으나 손오공과 베지터에 의해 몸이 원래대로 돌아간다 그후 알아차린 부우가 자신에 몸 속으로 들어가 거기서도 베지트 때처럼  농락하나 그때 베지터가 뚱뚱한부우를 발견하고 거기있던 세포들을 때어내면서 오공일행은 무사히 몸속에서 탈출한다 그뒤 악한 마인부우의 존재는 소멸하고 키드 부우로 된다. 키드 부우는 부우의 원래 모습이다 키드 부우는 다른 부우들과 달리 자아심이 없고 오직파괴만을 즐기는 성격이다. 거의 후반에 지구를 소멸시키고 동쪽계왕신 덕분에 오공과 베지터,덴데,사탄,강아지는 무사히 계왕신계로 순간이동 되살았으나 흡수당했던 동료들은 죽고만다(그후 드래곤볼(포룡가)에 의해 다시되살아남). 그뒤 계왕신계로 순간이동한 키드 부우는 슈퍼사이아인3 손오공과 싸우다 그때 착한 마인부우가 몸속에서 나와 싸운다 그때 손오공이 지구의 모든 생명체의 기를 모아 원기옥에 의해 사망한다 그뒤 손오공의 말에 의해 염라대왕이 지구 남쪽섬의 살고있는 아이로 환생시킨다 환생한 아이의 이름은 우부.

#### 미스터 부우
성우
- 일본 : 시오야 코조
- 대한민국 : 임성표, 신용우

악한 마인부우에게서 빠져 나온 착한 부우이다. 몸이 뚱뚱하며, 아주 엉뚱하고, 특히 단 음식을 아주 좋아한다. 미스터 사탄이 그의 순수한 성격을 알고는 그를 설득해 지구 파괴를 잠시 막았었다. 마인부우에서 착한 부우와 나쁜 부우로 나뉘었을 때에는 나쁜 부우와 맞서지만 초콜릿으로 변해 잡아먹혀 슈퍼 부우를 생성하는 계기가 되었다. 나중에 키드 부우가 미스터 사탄을 죽이려고 할 때 머뭇거리다가 미스터 부우를 다시 뱉어내고 미스터 부우는 베지터와 오공은 도와 키드 부우에 대적한다. 이후에는 미스터 사탄의 집에서 살게 된다. 상대를 초콜릿이나 사탕으로 만들어 내는 초능력을 지녔다. 또한 부상당한 동료를 치유하는 능력도 지니고 있다. 재생능력이 매우 좋아 몸이 부서져도 무한 재생을 한다. GT에서는 베이비에 대항하기 위해서 우부와 영구적으로 합체해 슈퍼 우부가 된다.

#### 푸이푸이
성우
- 일본 : 아소 토모히사, 사토우치 시노부(GT시, PS2용 게임)

오공과 오반과 베지터, 계왕신이 바비디의 우주선에서 처음 대처한 적이다. 지구인들이라 생각한 푸이푸이는 상대방을 무시하였고, 중력이 10배라는 곳에서 싸우게 되었다. 베지터는 중력 450배에서 훈련했다는 말과 함께 푸이푸이를 죽인다.

#### 야콘
성우
- 일본 : 코우노 요시유키

오공일행이 바비디의 우주선에서 두 번째로 대처한 적이다. 계왕신은 조심하라 했지만 오공은 깔보았다. 야콘은 자신의 능력인 에너지를 흡수하는 것을 시작하고, 그러자 오공은 엄청난 힘을 발산하여 더더욱 흡수하게 하자, 야콘은 에너지 과다흡수로 터져죽었다.

## 그외
전왕:드래곤볼 세계관 최강이다.
전왕은 말 그대로 모든것을 다스리는 왕이다. 뭐든지 소멸시킬수 있다. 마음만 먹으면 12개의 우주를 소멸시켜버릴수 있다(그 우주의 관련있는 것까지 모두 소멸시킬수 있다).
대신관:
우이스를 비롯한 신관들의 어머니 같은 존재이다.